# Denise McNee
Denise McNee (Wegberg, 1967) è un'attrice, sceneggiatrice e autrice televisiva britannica.

## Biografia
Denise McNee nasce a Wegberg, nel distretto di Colonia, da genitori britannici e cresce nel Regno Unito. Dopo essersi formata, negli anni 90, in diverse accademie di recitazione inglesi, nel 1998 si trasferisce definitivamente a Roma, in Italia, lavorando come attrice e come autrice per diverse emittenti televisive nazionali ed internazionali come Rai, BBC e CBS.

## Filmografia parziale

### Attrice
- Passo a due, regia di Andrea Barzini (2005)
- Noi credevamo, regia di Mario Martone (2010)
- Natale a Londra - Dio salvi la regina, regia di Volfango De Biasi (2016)
- Miss Marx, regia di Susanna Nicchiarelli (2020)
- Il ladro di stelle cadenti, regia di Francisco Saia (2024)
- Napoli - New York, regia di Gabriele Salvatores (2024)

- I Medici – serie TV (2016)
- Diavoli - serie TV (2020)
- Il collegio - reality (2021)
- The Swarm – serie TV (2023)
- The Decameron - serie TV (2024)

### Autrice
- Tracy e Polpetta – serie TV (2003 - 2008)